# Pagoda Čauk Htat Dži
Pagoda Čauk Htat Dži je na cesti Šve Gon Taing v mestni četrti Tamve, severno od jezera Kandodži v Jangonu v Mjanmarju. 
Je 6-stopenjska in podobna pagodama Ngar Htat Dži Buda (5-stopenjska) in Koe Htat Dži Buda (9-stopenjska).
Pagoda je znana po svojem velikem kipu slonečega, na pol ležečega Bude. Izdelan je bil leta 1966 in nadomešča staro podobo, zgrajeno leta 1907, ter je delo Hpa Tareja. Prvoten kip je bil poškodovan zaradi vremenskih vplivov. Leta 1957 so ga porušili in leta 1966 obnovili. Med prenovo je pridobil 5 metrov. Dolg je 65 metrov in visok 16 metrov. Je v železni konstrukciji z valovito pločevinasto streho iz šestih plasti. Buda nosi zlato ogrinjalo, desna roka podpira zadnji del glave. Kip je okrašen z zelo izrazitimi barvami: bel obraz, rdeče ustnice, modre sence nad očmi in rdeči nohti. Na podplatih ima 108 polj v rdeči in zlati barvi, ki vsebujejo slike, ki prikazujejo 108 lakšan ali ugodnih lastnosti Bude.
Precejšnje stroške za gradnjo so v celoti poravnali domačini budisti in turisti. Imena donatorjev so napisana na tramovih stavbe. Budisti prihajajo izkazovat spoštovanje z denarjem, kadilom in cvetjem.
Podoben zelo velik ležeč kip Bude, vendar v nekoliko drugačni legi, je v pagodi Švethaljaung v Bagu.
Okoli kipa Bude so številna svetišča, eno za vsakega od osmih dni v tednu; v azijski astrologiji  je sreda razdeljena na dva dni. Domačini molijo v svetišču, ki pripada dnevu njihovega rojstva.
Samostani v bližini te pagode sprejmejo več kot šeststo menihov, ki študirajo budistična besedila s pomočjo starejših in usposobljenih menihov. Celotni stroški vzdrževanja krijejo donacije ljudi.